# David Brandt Berg
David Brandt Berg (18. února 1919 – 1. října 1994), následovníkům známý také jako král David, Mo, Mojžíš David, Otec David nebo Děda, byl zakladatelem a vůdcem kultu obecně známého jako Děti Boží, Rodina lásky nebo Mezinárodní rodina. Bergova skupina, založená v roce 1968 mezi kontrakulturní mládeží jižní Kalifornie, se proslavila začleněním sexuality do svého duchovního poselství a náborových metod. Berg a jeho organizace byli obviněni z široké škály sexuálního zneužívání, včetně sexuálního zneužívání dětí.

## Život
Brandt prodělal ve svých dvacátých letech dramatické obrácení a vstoupil do křesťanské služby na plný úvazek. Později se stal vůdcem hnutí Učedníků Krista Alexandra Campbella, hnutí obnovy, které se vyvinulo v současnou protestantskou denominaci Učedníci Krista.

### Děti Boží / Rodina lásky (1968–1994)
Berg a jeho rodina založili v roce 1968 organizaci Teenageři pro Krista, působící v kavárně Light Club v Huntington Beach v Kalifornii. Teprve, když od místních církví zažil silný odpor, rozhodl se vzít 40-100 ze svých stoupenců a utábořit se v historickém parku Lewise a Clarka. Práve tehdy byla skupina poprvé v novinách nazvána jako „Děti Boží“. Berg předpověděl, že stát Kalifornie bude v roce 1969 vystaven masivnímu zemětřesení.
V polovině 70. let začal Berg připravovat své následovníky na zjevení, které měl o šíření evangelia. Šlo o tzv. Flirty Fishing neboli získávání nových členů a důležitých či vlivných mužů prostřednictvím prostituce. Do Flirty Fishingu se zapojovaly pouze ženy - členky hnutí.
V roce 1978 změnil Berg název skupiny na Rodina lásky, a to nejspíš ve snaze odvrátit znepokojení veřejnosti nad některými z jeho kontroverzních učení.  V roce 1991 byl název zkrácen na Rodina a v roce 2004 bylo hnutí znovu změněno na Mezinárodní rodina (The Family International). Organizace však podle religionistů Vojtíška a Novotného vystupuje pod řadou dalších názvů jako Kiddie Viddie, C.E.S nebo Martinelli.

### Smrt
Berg se před veřejností skrýval od roku 1971. Zemřel v listopadu 1994 v Portugalsku a byl pohřben v Costa de Caparica. Po jeho smrti v roce 1994 vede The Family jeho manželka Kareb Zerby.  

## Učení
Berg žil po sérii skandálů v ústraní a komunikoval se svými následovníky a veřejností pouze prostřednictvím tzv. Moových dopisů  („Mo“ byla zkratka jeho pseudonymu Mojžíš David), které psal na širokou škálu témat. Ty se obvykle týkaly duchovních nebo praktických témat a byly používány k šíření a zavádění pravidel či náboženské doktríny pro členy organizace. Jeho spisy často obsahují odsuzování toho, co považoval za zlo ve světě, což byly například tradiční církve, zákony proti pedofilii, kapitalismus a Židé.
Religionista Tomáš Novotný uvádí, že Děti Boží mají pyramidální hierarchii, jejíž dno tvoří "děti (nově získaní členové) a vrchol "královská rodina" (Bergova rodina spolu s několika dalšími členy), jež má řízení organizace ve svých v rukou. Pravidla v organizaci jsou přísná. Novotný uvádí, že "o Bergových slovech se nediskutuje a pouhé reptání je považováno za těžký hřích." Členové se musí vzdát svých biologických rodičů (pokud nejsou členy skupiny).
Berg ve svém hnutí prosazoval volnou lásku, sdílení partnerů a posvátnou prostituci, tedy prostituování členek za účelem konvertování nových členů. Berg ve svých spisech obhajoval incest i sex s dětmi od 5 let. Doporučoval rodičům, aby už malé děti postupně uváděli do sexuální praxe hnutí. Výjimkou v komunitách nejsou ani pornokazety, vzácně se nečlenům podaří zachytit i dětskou pornografii.

## Kritika
Berg byl obviňován z toho, že ve svých náboženských textech legitimizoval nebo propagoval sexuální zneužívání žen a dětí. Řada bývalých členů vystoupila v médiích se svými příběhy o sexuálním zneužívání v dětství. V Argentině, Francii, Španělsku, Austrálii, Venezuele a Peru probíhalo vyšetřování Bergovy organizace kvůli zneužívání dětí a prostituci. 
Bergova vnučka Merry Berg svědčila, že ji Berg sexuálně obtěžoval, když byla mladá dospívající.
Obvinění z Bergovy institucionalizace pedofilie a sexuálního zneužívání byla také popsána v knize Bez sestry neodejdu, autobiografickém vyprávění o sexuálním zneužívání tří sester, které ze sekty utekly.
David Berg byl kritizován za své antisemitské názory. Věřil například, že za smrt Ježíše jsou zodpovědní Židé, stejně jako za veškeré pronásledování křesťanů ve světě. Na podporu svých názorů o mezinárodním židovském spiknutí citoval padělané Protokoly sionských mudrců.

## Zdroje
- Mormoni a Děti Boží, Tomáš Novotný. Praha: Votobia,1998, 168 s., ISBN 80-7220-039-9.
- Malý slovník sekt, ed. Páter Aleš Opatrný, Kostelní nad Ohří: Karmelitánské nakladatelství, 1998, str. 16-17.
- Sekty, kulty, alternativní náboženství, David V. Barrett, Praha: Ivo Železný, 1998, str. 143-151.
- SOS: Náboženstvá a sekty, Štefan Kondis, Košická arcidiecéze, 2005, str. 62-63.
- Nová náboženská hnutí a jak jim poroumět, Zdeněk Vojtíšek, Praha: Beta books, 2007, str. 17, 40-41, 61, 62, 128-129, 140.